# Приморська міська рада
Примо́рська міська́ ра́да — адміністративно-територіальна одиниця та орган місцевого самоврядування у Приморському районі Запорізької області. Адміністративний центр — місто Приморськ.

## Загальні відомості
- Територія ради: 24,99 км²
- Населення ради: 13 959 осіб (станом на 2001 рік)
- Водоймища на території, підпорядкованій даній раді: річка Обіточна, Азовське море.

## Населені пункти
Міській раді підпорядковані населені пункти:
- м. Приморськ
- с. Комишуватка
- с-ще Набережне
- с-ще Подспор'є

## Склад ради
Рада складається з 30 депутатів та голови.
- Голова ради: Божкова Олена Анатоліївна
- Секретар ради: Єлізаров Павло Валентинович

### Керівний склад попередніх скликань
| Прізвище, ім'я, по батькові  | Основні відомості                                                       | Дата обрання | Дата звільнення |
| ---------------------------- | ----------------------------------------------------------------------- | ------------ | --------------- |
| Шаповал Григорій Миколайович | Міський голова, 1953 року народження, освіта вища, безпартійний         | 26.03.2006   | 31.10.2010      |
| Шаповал Григорій Миколайович | Міський голова, 1953 року народження, освіта вища, член Партії регіонів | 31.10.2010   | 25.05.2014      |
| Божкова Олена Анатоліївна    | Міський голова, 1974 року народження, освіта вища, позапартійна         | 25.10.2015   |                 |

Примітка: таблиця складена за даними сайту Верховної Ради України

### Депутати
За результатами місцевих виборів 2010 року депутатами ради стали:

#### За суб'єктами висування
| Суб'єкт висування                                       | Кількість обраних депутатів | %    |
| ------------------------------------------------------- | --------------------------- | ---- |
| Партія регіонів                                         | 14                          | 46,7 |
| Політична партія «Сильна Україна»                       | 5                           | 16,7 |
| Комуністична партія України                             | 4                           | 13,3 |
| Політична партія «Фронт Змін»                           | 3                           | 10   |
| Політична партія Всеукраїнське об'єднання «Батьківщина» | 2                           | 6,7  |
| Народна партія                                          | 1                           | 3,3  |
| Партія Пенсіонерів України                              | 1                           | 3,3  |

#### За округами
| № округу                                                | Прізвище, ім'я, по батькові        | Дата визнання обраним | Освіта  | Партійна приналежність                        | Відомості про обраного депутата                                                         |
| ------------------------------------------------------- | ---------------------------------- | --------------------- | ------- | --------------------------------------------- | --------------------------------------------------------------------------------------- |
| Комуністична партія України                             |                                    |                       |         |                                               |                                                                                         |
| б/м                                                     | Замулінський Василь Іванович       | 03.11.2010            | вища    | член Комуністичної партії України             | пенсіонер                                                                               |
| б/м                                                     | Баранова Надія Вікторівна          | 03.11.2010            | вища    | член Комуністичної партії України             | Приморська міська рада, клуб селища Підспір'я, завідувачка клубу                        |
| б/м                                                     | Довгалевський Михайло Михайлович   | 03.11.2010            | середня | член Комуністичної партії України             | пенсіонер                                                                               |
| 14                                                      | Морозов Олександр Геннадійович     | 03.11.2010            | вища    | член Комуністичної партії України             | тимчасово не працює                                                                     |
| Народна Партія                                          |                                    |                       |         |                                               |                                                                                         |
| 15                                                      | Бучакчийський Володимир Васильович | 03.11.2010            | вища    | член Народної партії                          | ПСП «Зеніт», директор                                                                   |
| Партія Пенсіонерів України                              |                                    |                       |         |                                               |                                                                                         |
| 9                                                       | Музика Віктор Романович            | 14.09.2011            | вища    | позапартійний                                 | , приватний підприємець                                                                 |
| Партія регіонів                                         |                                    |                       |         |                                               |                                                                                         |
| б/м                                                     | Войтенко Володимир Вікторович      | 03.11.2010            | вища    | член Партії регіонів                          | служба автомобільних доріг в Запорізькій області, виконувач обов'язків начальника       |
| б/м                                                     | Гармашов Сергій Володимирович      | 03.11.2010            | середня | член Партії регіонів                          | фізична особа-підприємець                                                               |
| б/м                                                     | Онишко Максим Олександрович        | 03.11.2010            | вища    | член Партії регіонів                          | ПСП АФ «Лан», директор                                                                  |
| б/м                                                     | Кащишин Любов Михайлівна           | 03.11.2010            | вища    | член Партії регіонів                          | тимчасово не працює                                                                     |
| б/м                                                     | Мухамедов Дмитро Анатолійович      | 03.11.2010            | вища    | член Партії регіонів                          | фізична особа-підприємець                                                               |
| б/м                                                     | Слинько Валерій Костянтинович      | 10.11.2010            | вища    | член Партії регіонів                          | пенсіонер                                                                               |
| 1                                                       | Бредихіна Любов Василівна          | 23.12.2013            | вища    | член Партії регіонів                          | Приморська райдержадміністрація Запорізької області, заступник голови, керівник апарату |
| 2                                                       | Ройбул Аркадій Маркович            | 03.11.2010            | вища    | член Партії регіонів                          | пенсіонер                                                                               |
| 3                                                       | Страшко Катерина Анатоліївна       | 03.11.2010            | вища    | член Партії регіонів                          | фізична особа-підприємець                                                               |
| 6                                                       | Радченко Олександр Іванович        | 03.11.2010            | вища    | член Партії регіонів                          | ДОК «Салют», охоронець                                                                  |
| 7                                                       | Тарасенко Віктор Михайлович        | 03.11.2010            | вища    | член Партії регіонів                          | ОК «Мотор» ВАТ «Мотор Січ», директор                                                    |
| 10                                                      | Городенська Лариса Олексіївна      | 03.11.2010            | вища    | член Партії регіонів                          | Приморське ОВУЖКГ, директор готелю Пів-денний                                           |
| 11                                                      | Крот Андрій Володимирович          | 03.11.2010            | вища    | член Партії регіонів                          | фізична особа-підприємець                                                               |
| 13                                                      | Вєльчев Анатолій Степанович        | 03.11.2010            | вища    | член Партії регіонів                          | Приморська загальноосвітня школа № 3, директор                                          |
| Політична партія Всеукраїнське об'єднання «Батьківщина» |                                    |                       |         |                                               |                                                                                         |
| б/м                                                     | Леонов Сергій Анатолійович         | 03.11.2010            | вища    | член Всеукраїнського об'єднання «Батьківщина» | приватний підприємець                                                                   |
| б/м                                                     | Філіппов Андрій Володимирович      | 03.11.2010            | вища    | член Всеукраїнського об'єднання «Батьківщина» | приватний підприємець                                                                   |
| Політична партія «Сильна Україна»                       |                                    |                       |         |                                               |                                                                                         |
| б/м                                                     | Вербило Олена Анатоліївна          | 03.11.2010            | вища    | член Політичної партії «Сильна Україна»       | ЗРД АТ "Страхова група «ТАС», керуючий                                                  |
| б/м                                                     | Немченко Роман Олександрович       | 03.11.2010            | вища    | член Політичної партії «Сильна Україна»       | Приморське відділення ЗОД «Райффайзен Банк Аваль», начальник відділення                 |
| 5                                                       | Генова Тетяна Іллівна              | 03.11.2010            | вища    | член Політичної партії «Сильна Україна»       | приватний підприємець, директор                                                         |
| 8                                                       | Райков Андрій Григорович           | 03.11.2010            | вища    | член Політичної партії «Сильна Україна»       | приватний підприємець                                                                   |
| 12                                                      | Нехороший Віталій Володимирович    | 03.11.2010            | вища    | член Політичної партії «Сильна Україна»       | приватний підприємець                                                                   |
| Політична партія «Фронт Змін»                           |                                    |                       |         |                                               |                                                                                         |
| б/м                                                     | Коврігін Володимир Олександрович   | 03.11.2010            | вища    | член Політичної партії «Фронт Змін»           | тимчасово не працює                                                                     |
| б/м                                                     | Жиляков Сергій Спиридонович        | 11.11.2010            | середня | член Політичної партії «Фронт Змін»           | приватний підприємець                                                                   |
| 4                                                       | Анічкін Геннадій Анатолійович      | 03.11.2010            | середня | член Політичної партії «Фронт Змін»           | ПП «Анічкін Г. А.», приватний підприємець                                               |